# Швейцарцы

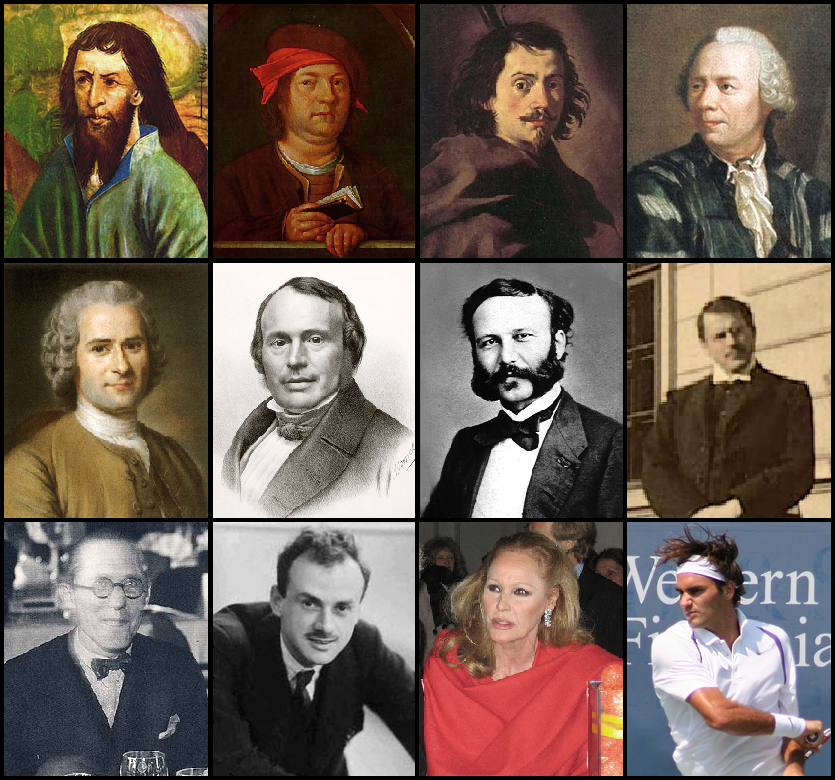

Швейца́рцы (нем. die Schweizer, фр. les Suisses, итал. gli Svizzeri, романш. ils Svizzers) — европейский народ, граждане Швейцарии (Швейцарской конфедерации). Общая численность — 6 695 000 чел. (2012). В Швейцарии — 6 млн чел. Живут также в других странах Европы и Америки.

## Языковой состав
По языковому критерию швейцарцы делятся на несколько этно-языковых групп:
- германошвейцарцы — более 4,5 млн чел., говорят на немецком, точнее, на южно-немецких диалектах (верхнеалеманских наречиях);
- франкошвейцарцы — около 1,5 млн чел., ранее говорили на франко-провансальском (арпитанском) языке, сейчас в основном на французском;
- италошвейцарцы — более 0,4 млн чел., говорят на тичинском наречии ломбардского языка (северо-итальянская группа);
- ретороманцы — до 40 000 чел., говорят на романшском языке.

## Этногенез и ранняя история
С древности территорию нынешней Швейцарии населяли гельветы (кельтское племя, родственное соседним галлам во Франции) и реты. Первые упоминания о них относят к началу нашей эры. Древнее название Швейцарии — Гельвеция.
В 1291 г., который считается годом рождения Швейцарии, Народности Швейцарии сформировались окончательно в XIV—XV вв., а государство сформировалось как единая конфедерация. Название страны восходит к названию кантона Швиц.

## Культура

### Жилище
Сельские поселения — большие деревни, в горных районах — малодворные или однодворные поселения. Кухня и помещения для скота — в нижнем каменном этаже, жилые комнаты — в верхнем деревянном. одноэтажный каменный дом с двускатной крышей, опирается на ряд столбов, с сараем в центре, по одну сторону — жилые, по другую — хозяйственные постройки. Особенность городских построек — арочная конструкция нижних этажей, лоджии, закрытые дворики.

### Одежда

Костюмы швейцарцев из различных кантонов, первая половина XIX века

Костюм в разных кантонах различен. Общее — штаны чуть ниже колен, белая рубаха, жилет и куртка. Характерна синяя блуза с круглым воротом и застежками на одном плече — бургундер. По праздникам носят блузы из чёрного бархата с вышивкой на плечах и вороте.
Пастухи-зенны носят белые рубахи, красные жилеты, серо-желтые штаны, подтяжки, пояса, чулки, туфли, шляпы с небольшими полями. У женщин распространены юбки, кофты, корсажи, фартуки, платки, в романской части — соломенные шляпы. В Аппенцелле носят чепчики с крыльями, по праздникам — шелк и бархат с вышивкой.

### Пища
Пища на Швейцарском плато — крупяные и мучные блюда, в Альпах — молочные продукты. Особенно Швейцария славится сыром. У швейцарцев, живущих в пограничных районах с Италией, популярна полента (кукурузная каша). На Швейцарском плато кукуруза служит кормом для скота. Швейцария известна также производством шоколада, который кроме внутреннего рынка также идет на экспорт.

### Праздники

Музыканты с альпийскими рогами на фестивале в Люцерне

Празднуются Рождество, Пасха, годовщины разных событий. Праздники сопровождаются спортивными соревнованиями, ряжением.
Народная музыка — праздничные, новогодние, масленничные, профессиональные (охотничьи и пастушеские) песни. У германошвейцарцев — йодли. Традиционные музыкальные инструменты — скрипка, виолончель, контрабас, цимбалы, альпийский рог. Сейчас популярен аккордеон.